# Piotr Wojciechowski (burmistrz)

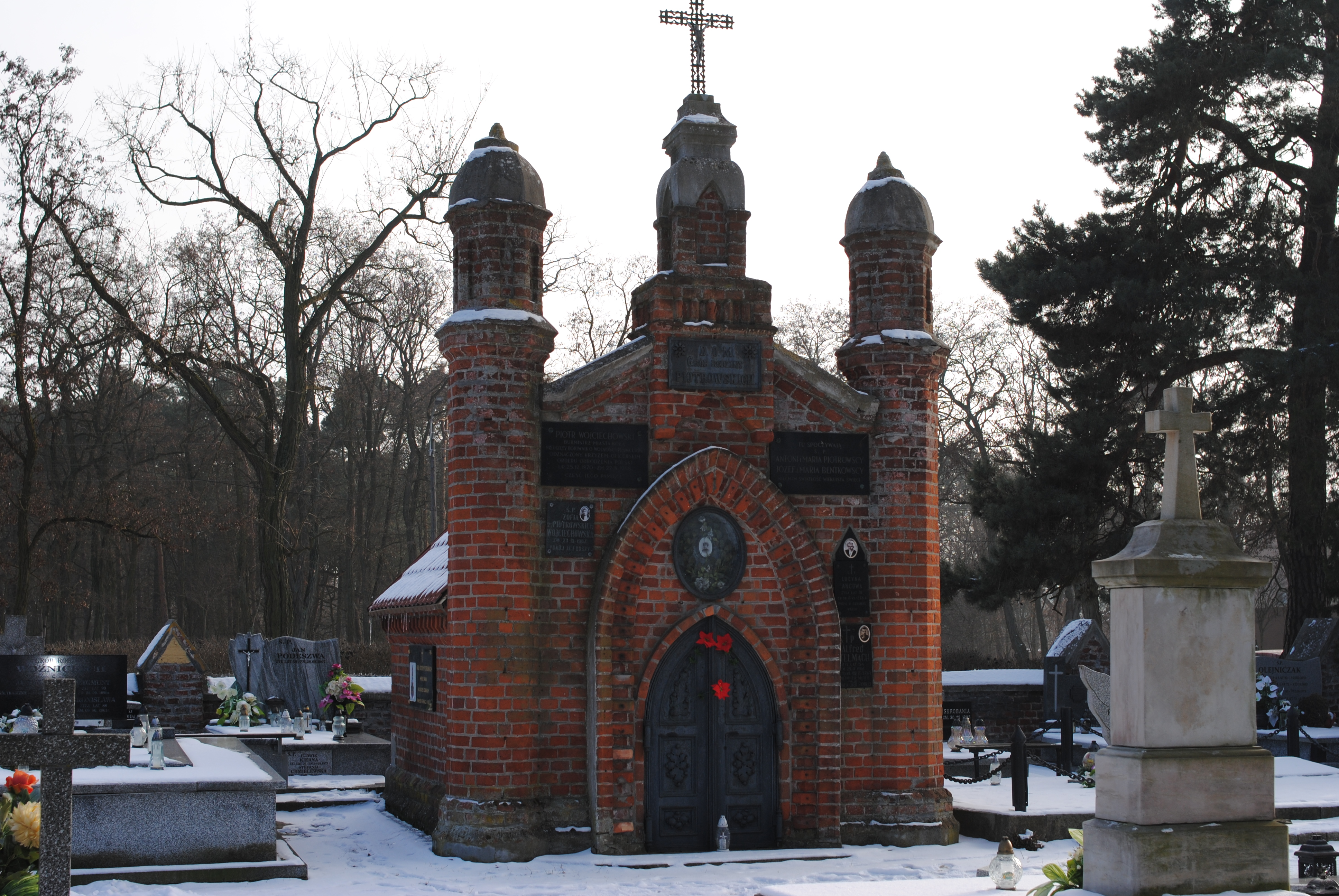
Grobowiec w którym spoczął Wojciechowski na cmentarzu rzymskokatolickim w Kole

Piotr Wojciechowski (ur. 25 grudnia 1878 w Miechowie, zm. 22 sierpnia 1948 w Kole) – polski aptekarz, działacz komunistyczny i związkowy, burmistrz Koła w latach 1945−1948.

## Życiorys
Urodził się 25 grudnia 1878 roku w Miechowie, w rodzinie urzędnika skarbowego Antoniego Wojciechowskiego. Uczył się w gimnazjum w Sandomierzu, został jednak wydalony ze szkoły przed ukończeniem IV klasy. Zdał jednak eksternistyczny egzamin z zakresu gimnazjum. Pracował później w aptekach w Warszawie i Łodzi, a w 1904 roku ukończył studia na Cesarskim Uniwersytecie Warszawskim, uzyskując stopień prowizora farmacji.
W okresie rewolucji 1905 roku rozpoczął działalność w Związku Pracowników Farmaceutycznych w Warszawie i dołączył do Polskiej Partii Socjalistycznej. Na przełomie 1908 i 1909 roku przejął aptekę w Kole, utrzymywał jednak dalej kontakt z towarzyszami partyjnymi w Warszawie. 10 sierpnia 1911 roku zawarł związek małżeński ze współwłaścicielką kolskiej apteki, Zofią Piotrowską. Przed I wojną światową wraz z żoną angażował się społecznie i charytatywnie, m.in. działał w Towarzystwie Dobroczynności w Kole. 
Po wybuchu I wojny światowej został powołany do wojska Imperium Rosyjskiego i otrzymał przydział do apteki w szpitalu wojskowym w Brześciu nad Bugiem. W późniejszym okresie został przydzielony do szpitala wojskowego w Omsku, gdzie działał w Polskim Towarzystwie Pomocy Ofiarom Wojny. Wraz z Józefem Zastowskim założył też komórki Socjaldemokracji Królestwa Polskiego i Litwy w tym mieście.
W 1917 roku dołączył do Czerwonej Gwardii i walczył w wojnie domowej w Rosji. Dostał się następnie do niewoli, skąd uciekł i ukrywał się pod przybranym nazwiskiem. W 1918 roku udało mu się objąć funkcję archiwisty w Ministerstwie Przemysłu, Handlu i Aprowizacji w rządzie admirała Aleksandra Kołczaka.
W 1919 roku powrócił do Polski. Dołączył do Komunistycznej Partii Robotniczej Polski. W wyborach parlamentarnych w 1919 roku był kandydatem do Sejmu Ustawodawczego, później kandydował też z list Związku Proletariatu Miast i Wsi. W 1922 roku policja dokonała rewizji w jego domu, a on sam został aresztowany i osadzony na 9 miesięcy w więzieniu w Kaliszu. 
Na przełomie lat 20. i 30. był radnym Rady Miejskiej w Kole. Udzielał się również charytatywnie, był m.in. współorganizatorem Domu Wychowania Dziecka w Kole, gdzie przebywały dzieci działaczy komunistycznych osadzonych w więzieniach. W 1934 roku oddał swoją aptekę w dzierżawę i wyjechał do Warszawy, aby kierować tam apteką swojego zmarłego szwagra, Gustawa Anca. W tym czasie uczęszczał też na wykłady w Szkole Nauk Politycznych. W 1936 roku zaangażował się w tworzenie Dziennika Popularnego.
Podczas II wojny światowej dalej mieszkał z żoną w Warszawie, przy ulicy Wileńskiej. Powstanie warszawskie przeżył mieszkając przy ulicy Nowogrodzkiej. Po upadku powstania trafił z żoną do Bochni, gdzie zastał ich koniec wojny. W styczniu 1945 roku Rada Miejska w Kole jednogłośnie wybrała go zaocznie burmistrzem miasta. Do Koła powrócił w marcu tego samego roku i został uroczyście wprowadzony do ratusza by objąć stanowisko burmistrza. W tym samym roku aptekę po Wojciechowskim przejęła jego siostrzenica. Wojciechowski wchodził też w skład Komitetu Powiatowego Polskiej Partii Robotniczej. 
Zmarł po krótkiej chorobie 22 sierpnia 1948 roku w Kole. Trumna z jego zwłokami została wystawiona na widok publiczny przed ratuszem, a jego pogrzeb na cmentarzu rzymskokatolickim w Kole odbył się kilka dni później na koszt państwa.

## Upamiętnienie
Od 1958 roku jest patronem jednej z głównych ulic Osiedla Warszawskiego (dawniej ul. Nowowiejska) oraz ronda u zbiegu ulic Broniewskiego, Niezłomnych i Wojciechowskiego. W 1965 roku jego imię nadano nieistniejącemu już Przedszkolu nr 2 w Kole, które istniało w budynku po Domu Wychowania Dziecka w Kole.

## Odznaczenia
- Krzyż Oficerski Orderu Odrodzenia Polski (1948, pośmiertnie)[4]